# 孫旵
孫旵（1448年—？），字愛暉，直隸鎮江府金壇縣人，民籍，明朝政治人物。

## 生平
成化十六年（1480年）庚子科應天府鄉試第三十九名舉人。成化十七年（1481年）中式辛丑科會試第一百八十二名，二甲第六十六名進士。

## 家族
曾祖孫禮；祖父孫志堅；父孫謙，母徐氏；繼母鄧氏。具庆下。